# Campopleginae
Sous-famille
Synonymes
Parizontinae
Les Campopleginae sont une sous-famille d'insectes hyménoptères de la famille des Ichneumonidae. 

## Tribus
Campoplegini - Cymodusini - Hellwigiini - Limneriini - Nesomesochorini - Nonini

## Genres non classés
Aiura - Aspidon - Breviterebra - Campoctonus - Clypeoplex - Cryptophion - Dichelobosmina - Enytus - Eucaphila - Genotropis - Holocremnodes - Charmops - Chromoplex - Lemophagus - Melanoplex - Microcharops - Neolophron - Nonnus - Pegaoplex - Philositus - Phobocampe - Picacharops - Porizon - Prochas - Rhachioplex - Scirtetes - Sliochia - Synetaeris - Urvashia - Venturia - Vildania - Xanthocampoplex